# Tylecodon nigricaulis
Tylecodon nigricaulis är en fetbladsväxtart som beskrevs av G. Williamson och E. van Jaarsveld. Tylecodon nigricaulis ingår i släktet Tylecodon och familjen fetbladsväxter. Inga underarter finns listade i Catalogue of Life.